# Clark Spur
Der Clark Spur ist ein 5 km langer Gebirgskamm in der antarktischen Ross Dependency. An den unteren Ausläufern der Prince Olav Mountains erstreckt er sich bis zum Rand des Ross-Schelfeises und flankiert 10 km nordwestlich des Mount Henson die Ostseite des Mündungsgebiets des Morris-Gletschers.
Teilnehmer der Byrd Antarctic Expedition (1928–1930) entdeckten ihn und fotografierten ihn aus der Luft. Namensgeber ist der Assistenzphysiker der Expedition Arnold Hanson Clark (1904–1976).